# アポモルヒネ
アポモルヒネ（英:apomorphine）とはイソキノリンアルカロイドの一つ。モルヒネから水1分子を取り除くことにより作られる。麻薬には指定されていない。ドパミン受容体D1D2のアゴニストで、塩酸アポモルヒネ水和物としてパーキンソン病の治療に用いられる。　製品名は「アポカイン皮下注30mg」(協和発酵キリン製造販売)。CAS登録番号は [41372-20-7]。嘔吐作用はイヌで感受性が高く、ネコでは低い。

## 適応
パーキンソン病におけるオフ症状の改善（レボドパ含有製剤の頻回投与及び他の抗パーキンソン病薬の増量等を行っても十分に効果が得られない場合）

## 作用機序
ドパミンD1様及びD2様受容体作動薬であり、線条体においてD1/D2受容体を刺激することによりパーキンソン病における運動機能障害を改善させる。　

## 副作用
化学受容器引き金帯 (CTZ) のに作用して嘔吐中枢を刺激することにより嘔吐を引き起こす。
重大な副作用として突発的睡眠、傾眠、QT延長、失神、狭心症、血圧低下、起立性低血圧、幻視、幻覚、幻聴、妄想が報告されている。